# グッチ裕三の日曜ヒルは話半分
『グッチ裕三の日曜ヒルは話半分』（グッチゆうぞうのにちようヒルははなしはんぶん）は、NHK-FM放送で2017年4月30日から2023年3月19日まで原則として毎月日曜日の最終週12:15 - 13:55（JST）に放送されていた音楽トーク番組。グッチ裕三の冠番組である。

## 概要
1977年から40年の長きにわたり放送されてきた音楽トーク番組『日曜喫茶室』の後継番組として放送が開始。
本番組は、料理愛好家であるグッチがゲストとともに、料理を実際に作り、食べながら、トークや音楽を楽しむ内容となっている。第1回のゲストは、三田寛子（女優・タレント）が出演した。
原則として最終週以外は『トーキング ウィズ 松尾堂』を放送。
2023年度4月から、当該の時間帯に「NHKのど自慢」（総合テレビ・ラジオ第1との3波サイマル生放送　12:15ｰ13:00）、「ディスカバー・ビートルズⅡ」（13:00ｰ14:00）がそれぞれ生放送される編成が組まれるため、2023年3月19日をもって番組終了。6年の放送に幕を降ろした。

## 出演
パーソナリティ
- グッチ裕三（タレント・料理愛好家）

進行
- 柘植恵水（元NHKアナウンサー、出演開始時点ではNHKアナウンサー。東京アナウンス室所属→ラジオセンターディレクター、 - 2022年3月）
- 安部みちこ（NHKアナウンサー。2022年4月 - 2023年3月）

ゲスト
- 毎月1組